# Petrea
Petrea là một chi của cây hoa leo xanh quanh năm có nguồn gốc từ México và Trung Mỹ. Nó trông tương tự như một Wisteria nhiệt đới.
Carl Linnaeus đã đặt tên cho chi này là Petrea để vinh danh Robert James Petre, Baron Petre thứ 8 của Ingatestone Hall ở Essex. Petre là người bảo trợ cho thực vật học.

## Các loại
- Petrea blanchetiana Schauer syn. Petrea algentryi Moldenke, Petrea peruviana Moldenke, Petrea obtusifolia Benth.
- Petrea bracteata Steud., syn. Petrea martiana Schauer, Petrea schomburgkiana Schauer
- Petrea denticulata Schrad.
- Petrea insignis Schauer
- Petrea macrostachya Benth.
- Petrea pubescens Turcz., syn. Petrea glandulosa
- Petrea racemosa Nees. & Mart.
- Petrea rugosa Kunth
- Petrea subserrata Cham.
- Petrea vincentina Turcz.
- Petrea volubilis L., syn. Petrea kahautiana C. Presl., Petrea arborea Kunth., Petrea aspera Turcz.

## Hình ảnh

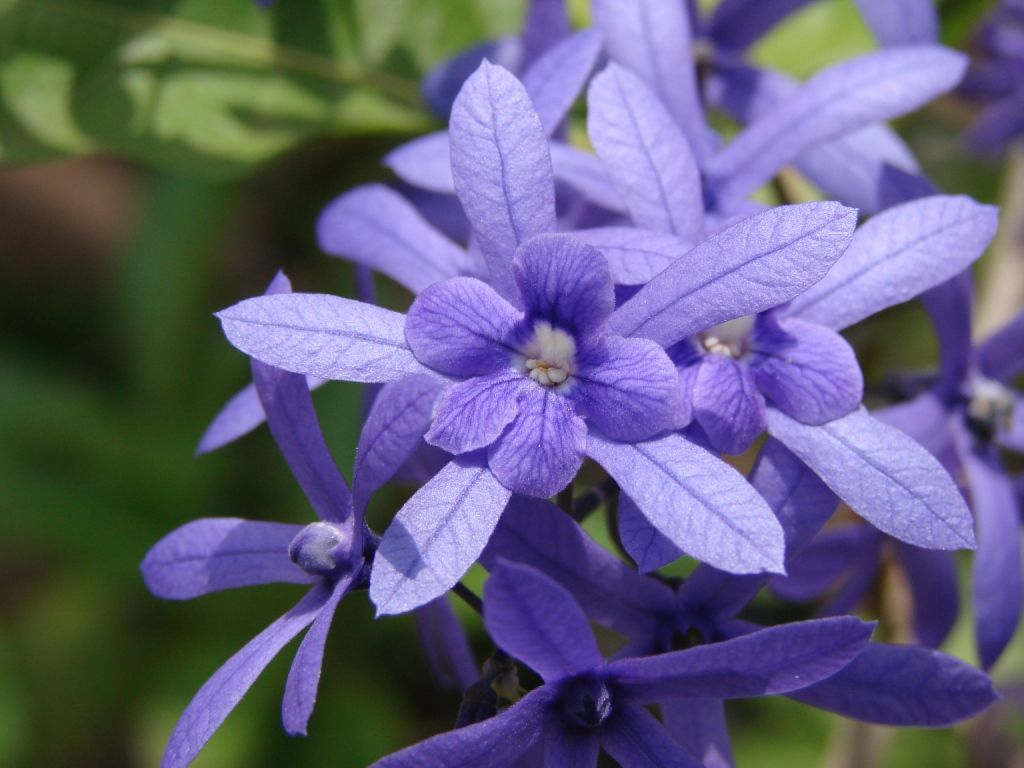
Petrea volubilis
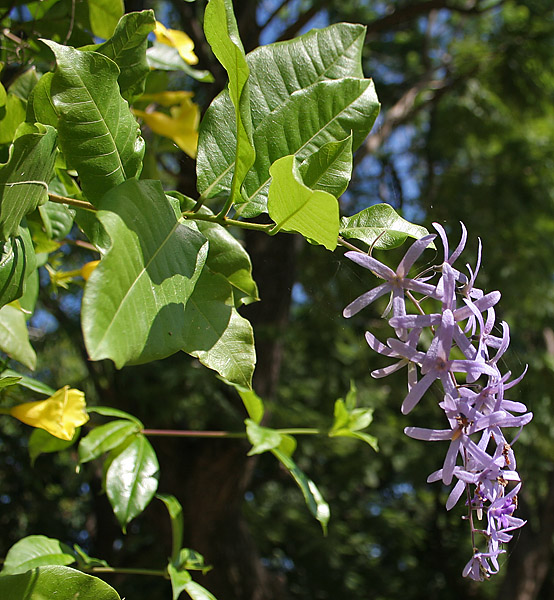
Petrea volubilis in Hyderabad, India.
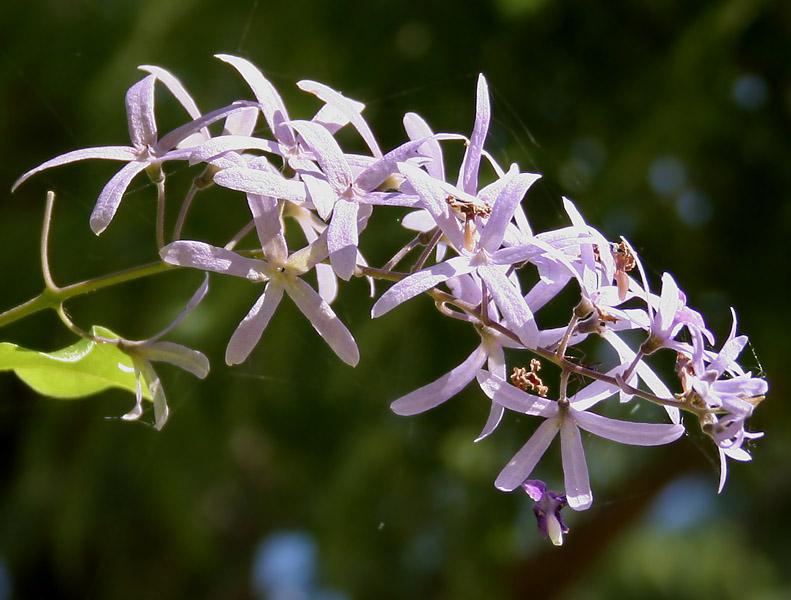
Petrea volubilis in Hyderabad, India.